# Vapor Loa
El Vapor Loa fue un buque de transporte armado de Chile que participó en la guerra del Pacífico. Fue construido por John Reid & Co., Glasgow.
Buque de la CSAV que fue cedido en arriendo a Chile durante guerra del Pacífico, de acuerdo al Convenio de subvención de 5 de mayo de 1874, a un costo de 18 mil pesos mensuales, el 12 de mayo de 1879, junto con el Rímac y el Itata.

## Características Generales
Su casco era de hierro y su propulsión a hélice. Tenía dos máquinas compound invertidas fabricadas por Blackwood & Gordon Co, Glasgow. 
Se le artilló con dos cañones Armstrong de 6 pulgadas y el 2 de octubre de 1879 se le agregó un cañón de 150 libras que había pertenecido a la corbeta Abtao.

## Operaciones Bélicas
Fue armado como lo que hoy se considera un crucero auxiliar. Su primera comisión fue el transporte de tropas a Antofagasta en convoy que llegó a su destino el 22 de mayo de 1879.
Junto con el Copiapó formaron una división en agosto de 1879 que dio protección a los transportes que venían de Europa con armamento, municiones y vituallas, desde el Estrecho de Magallanes a Valparaíso. 
Participó en el Combate naval de Angamos, donde la Marina de Chile capturó al monitor Huáscar.
En enero de 1880, se le dio el mando del buque al capitán de corbeta Guillermo Peña.
Durante el conflicto transportó 83 pasajeros en cámaras y 264 en cubierta.

## Hundimiento del Loa
El 22 de junio de 1880, arribó el Loa al Callao, que había zarpado desde Arica el 16 bajo la Cruz Roja, conduciendo a ese puerto 510 heridos peruanos de las batallas Alto de la Alianza y Arica. El Loa también llevaba dos cañones Armstrong de largo alcance de 6 pulgadas para el Blanco Encalada y se unió a la flota que mantenía el bloqueo del Callao.
Espías chilenos en Lima telegrafiaron al Presidente de Chile, Aníbal Pinto, la información que el marino peruano Manuel Cuadros estaba preparando en Ancón un torpedo a pesar de que ya había fallado en uno anterior y muerto 5 hombres. La información que tenía era que el artefacto consistía en una lancha de vela, cargada con comestibles y carneros, y al quitar el último bulto, un resorte accionaría un torpedo. El presidente Pinto envío la información al contraalmirante Galvarino Riveros por telégrafo a Iquique. El mensaje escrito fue llevado por el Loa al contraalmirante Riveros, que transmitió la alerta a todos los comandantes de los buques chilenos que sostenían el bloqueo del Callao.
El 3 de julio de 1880, el Loa estaba de guardia en la bahía del Callao y lejos de la escuadra. A las 5 p. m. divisó una balandra con velas desplegadas cargada de víveres que parecía haber intentado romper el bloqueo y había sido abandonada por su tripulación. El comandante del Loa, Guillermo Peña, envió un bote con un oficial a reconocer la embarcación. Un marinero chileno cortó el ancla por temor que estuviera atada a un torpedo. El capitán Peña ordenó alzar los bultos y al izar el último saco de arroz, a las 5:30 p. m., hizo explosión la carga de dinamita que tenía la balandra y le hizo un agujero al Loa de 14 pies de largo por 2 de ancho (aproximadamente 4,26 por 0,60 metros). El Loa se hundió en 5 minutos y de su tripulación de 181 individuos, murieron 118, entre ellos el capitán Peña. Los primeros en llegar a rescatar a los sobrevivientes fueron tres buques de guerra neutrales: la británica Thetis, la francesa Decrés y la italiana Garibaldi. También llegó pronto la lancha torpedera chilena Fresia.
La investigación sumaria realizada en Chile determinó que Peña sí sabía que se estaba preparando un explosivo en una lancha cargada de víveres (mal que mal había sido el propio Loa el buque que informó a la escuadra bloqueadora), pero al parecer Peña creyó que la lancha había sido enviada en señal de agradecimiento por transportar los heridos peruanos.
Chile tuvo que pagar £ 57 mil a la CSAV por la pérdida de su buque.
El 12 de julio se pudo rescatar uno de los cañones de largo alcance que estaba en proa y fue montado en el blindado Blanco Encalada.

“Lima, Julio 6 de 1880   Como a las 5.30 P. M. del día 3 del presente mes, cuando las calles de Lima estaban llenas de gente que se dirigia a comer a sus respectivos hoteles, se hoyó una terrible detonación del lado del Callao, i al instante se hicieron millares de conjeturas relativas a la causa que la produjera. Veinte minutos después, un telegrama recibido aquí anunciaba que el trasporte chileno Loa había sido echado a pique por uno de nuestros torpedos. Este despacho se ha confirmado después. Ocho minutos después de la esplosion el buque se hundió. Cuarenta hombres solamente fueron salvados por algunos de los buques neutrales que se encontraban mui cerca del lugar del desastre.  La historia de este incidente de la guerra es mui curioso por la injeniosidad que se ha desplegado, i me propongo relatarla en unas pocas palabras. Desde que la escuadra enemiga está en las costas del Perú, ha podido notarse que los oficiales y toda la tripulación en general, son muy adictos a las frutas y legumbres, y de que no se cuidaban mucho de distinguir los botes de los buques mercantes que hacen el mercado y los botes de los peruanos que vienen de tierra. Con este motivo un oficial que se había fijado en esta circunstancia, maduró al fin un proyecto del cual se propuso sacar alguna ventaja. Dicho proyecto lo realizó así: consiguió una lancha a propósito para su objeto, en el fondo de la cual colocó un torpedo, y sobre él hizo construir un piso falso, bastante cerca al fondo de la lancha, el cual apoyó sobre resortes. Luego cargó la lancha con un escogido surtido de camotes, yucas, chirimoyas, granadillas, gallinas, pavos, legumbres de todas clases, etc., etc., i remolcándola a fuera en dirección a la escuadra enemiga, antes de amanecer, la soltó de su cuenta, cuando ya lo juzgó en buen lugar. Todo el día flotó esa lancha por su cuenta, pero los chilenos no la pudieron ver hasta eso de las 5 P. M., hora en que se pensó por los peruanos mandar un bote en su busca para evitar que cayese en manos de los neutrales.El “Loa” estaba de guardia, y al notar que venía un bote de tierra hacia los buques neutrales, notó también la presencia de la lancha y en el acto se dirigió a ella. El bote de tierra al ver esto, se regresó con precipitación. El “Loa” mandó dos botes en busca de su presa, los cuales la condujeron a su costado e inmediatamente principiaron a descargarla. A medida que se sacaba la carga el peso disminuía, el falso piso se alzaba y los resortes en que se apoyaba, que estaban en conexión con el torpedo, iban quedando en libertad para producir bien pronto su esplosion. Repentinamente ésta tuvo lugar, y los efectos fueron desastrosos. Las 300 libras de dinamita hicieron casi levantar al “Loa” de sobre las aguas. Los que de tierra espiaban con ansiedad las operaciones del “Loa “, dicen que el resultado fue terrible. Todas las casas del Callao se estremecieron y los buques todos temblaron como si hubiese ocurrido algún sacudimiento natural en el mar. El buque volado apareció primero envuelto en una gran masa de fuego, que poco a poco se convirtió en densa columna de espeso humo, i vióse después al “Loa” claramente como si nada le hubiera sucedido, pero de pronto su popa comenzó a hundirse con prisa i el buque todo se precipitó en el fondo del mar, desapareciendo para siempre!Mientras esto tenia lugar, el “Blanco Encalada” y el “Huáscar” permanecían en sus posiciones, a unas ocho millas de distancia, demasiado léjos para prestar ninguna clase de ausilios a sus desgraciados camaradas que quedaron nadando para salvarse. Los botes de la Thetis, Penguin, Alaska, Decrés i Garibaldi fueron enviados prontamente al lugar del desastre. Los de los primeros dos mencionados lograron salvar a 30 individuos; el Alaska uno, el Decrés tres o cuatro i el Garibaldi seis, componiendo entre todos un total de 40. De éstos es probable que muchos mueran. Han perecido por lo ménos 150 hombres. Los únicos oficiales salvados son: el 2° jefe, herido, el médico i uno de los ingenieros.Cualesquiera que sean las opiniones que se formen respecto a esta manera de guerrear, son los chilenos quienes ménos se pueden pronunciar en contra. Ellos fueron los primeros en ponerla en práctica cuando en la madrugada del 10 de abril último enviaron una lancha-torpedo con el intento de hacer volar la “Unión” en momentos que sus oficiales i tripulación no se imaginaban que tenían tan cerca al enemigo. Si la Union se hubiera hundido, sus 200 hombres habrían perecido del mismo modo, que por consecuencia de un buen meditado golpe, han perecido los del “Loa”. Pero el deber de vuestro corresponsal no es tanto moralizar como describir los hechos. Algunos de los buques neutrales tratan la cuestión de salirse del puerto del Callao, por temor a los torpedos. EL CORRESPONSAL
El diario La Estrella de Panamá difundió la siguiente carta de su anónimo corresponsal en Perú, Lima, el 6 de julio de 1880